# Ophiorrhiza tahitensis
Ophiorrhiza tahitensis är en måreväxtart som beskrevs av Berthold Carl Seemann. Ophiorrhiza tahitensis ingår i släktet Ophiorrhiza och familjen måreväxter. Inga underarter finns listade i Catalogue of Life.